# Peter Šulek
Peter Šulek (1988. szeptember 21. –) szlovák labdarúgó, jelenleg szabadon igazolható.

## Pályafutása
Peter Šulek 1988-ban született Csehszlovákiában. Az MFK Dubnica csapatában nevelkedett, de végül az FK Dukla Banská Bystrica színeiben mutatkozott be 2007 szeptemberében a szlovák élvonalban, egy az Artmedia Bratislava elleni mérkőzésen. 2017-ben szerződtette őt a Mezőkövesd csapata.